# Biserica Sfântul Nicolae din Breaza
Biserica Sfântul Nicolae din Breaza este un monument istoric aflat pe teritoriul orașului Breaza.